# Бістершид
Бістершид (нім. Bisterschied) — громада в Німеччині, розташована в землі Рейнланд-Пфальц. Входить до складу району Доннерсберг. Складова частина об'єднання громад Роккенгаузен.
Площа — 5,16 км2. Населення становить 232 ос. (станом на 31 грудня 2020).